# Marycarmenia gaspeensis
Marycarmenia gaspeensis är en ringmaskart som först beskrevs av Pettibone 1961.  Marycarmenia gaspeensis ingår i släktet Marycarmenia och familjen Dorvilleidae. Inga underarter finns listade i Catalogue of Life.